# Sony Xperia Z3
Sony Xperia Z3，是索尼於2014年9月3日發佈的旗艦手機，搭載5.2吋螢幕、2.5 GHz四核心處理器、3GB記憶體、2,070萬畫素 25mm G鏡且支援4K錄影，120fps慢動作錄影。此外防塵性能相對於上一代的Xperia Z2有所提升，由原本的IP5X提升到IP6X。
Xperia Z3為安卓操作系统的旗舰级高阶智能手机，作为它的前一代Sony Xperia Z2的继承机型。同期的競爭對手有Galaxy Note 4，HTC Butterfly 2，LG G3，iPhone 6。

## 发布
Sony Xperia Z3在2014年9月3日德國举行的IFA上發佈。在此同時，同系列的Z3 Compact與Z3 Tablet Compact也一起上市。

## 設計特點
在新一代的Xperia Z3中，硬體規格除了相機以外並沒有太大的改變，主要標榜美學設計，在機身的厚度、外框與配色特別有所著墨。
自Z3开始，Xperia手机改为使用Nano SIM卡，同时提供双卡版本。

## 顏色
跟先前Xperia Z系列旗艦最大的不同，從Z3開始以古銅與綠色取代舊機型專屬的紫色
(但仍有部分國家專售紫色的Z3，且Z3+也和Z3一樣是使用古銅與綠色，但Z5開始從古銅色改為金色之外，Z3、Z3+、Z5所使用的綠色亦不盡相同)。

Xperia Z3的白色機種不同於往，正面以白色作為底色。其他顏色的機種則還是以黑色作為底色，因為Sony認為正面若使用其他顏色會影響使用者觀賞螢幕的效果。
顏色包括：
| 顏色 | 名稱   | 英語         | 備註            |
| ---- | ------ | ------------ | --------------- |
|      | 黑色   | Black        |                 |
|      | 白色   | White        |                 |
|      | 古銅色 | Copper       |                 |
|      | 銀綠色 | Silver Green | 單卡            |
|      | 紫色   | Purple       | 單卡，D6653限定 |

## 照相與錄影
- 20.7 百萬畫素相機，具備自動對焦功能
- 3倍無損變焦
- 8 倍數位縮放
- ISO 12800
- Sony Exmor RS 行動影像感應器技術
- 4K 解析度錄影功能
- 正面相機、FHD 1080p 視訊通話畫質及前置相機 2.2 MP 相機拍攝畫質
- 脈波 LED 閃光燈
- SteadyShot™ – 影片穩定功能
- 高級自動 – 自動場景選擇
- 相片和影片拍攝 HDR 功能
- 連拍模式(30fps)
- Social live
- 影像穩定器
- 地理位置標籤 – 新增地點資訊至您的相片
- 物件追蹤 – 針對特定物件鎖定對焦
- 紅眼消除

## 音效
- Sony 3D 環繞音效技術 (VPT)
- ClearAudio+ (音質提升軟體)
- xLoud™ 體驗
- DSEE HX
- 高解析音訊(Hi-Res Audio)

## 螢幕
Xperia Z3維持 Full HD 解析度 5.2 吋 IPS 螢幕，不如同時期其他廠商，如：LG G3和三星Galaxy Note 4皆使用2560×1440 2K螢幕，Xperia Z3沒有提升的原因是Sony認為在8吋以下的顯示器上Full HD和2K螢幕以人的肉眼來看並無差別，並沒有必要為了讓規格表好看而增加耗電量。
搭配全新 Super Vivid超逼真顯示技術，使螢幕顯示的內容更逼近親眼所見。
在關機選項中新增30fps的螢幕錄影功能，可錄下使用者在螢幕上所做的變更。